# Jérémy Stravius
Jérémy Stravius (Abbeville, 14 luglio 1988) è un ex nuotatore francese, specializzato nel dorso e nei 200 metri stile libero.

## Biografia
Ha rappresentato la Francia ai Giochi olimpici estivi di Londra 2012, dove ha vinto l'oro nella staffetta 4x100 metri stile libero e l'argento in quella 4x200 metri stile libero.
A Rio de Janeiro 2016 ha vinto l'argento nella staffetta 4x100 metri stile libero.
Nel giugno 2021 ha fatto coming out come gay nel documentario intitolato Faut qu’on parle diffuso su MyCanal.

## Palmarès
- Olimpiadi

Londra 2012: oro nella 4x100m sl e argento nella 4x200m sl.
Rio de Janeiro 2016: argento nella 4x100m sl.
- Mondiali

Shanghai 2011: oro nei 100m dorso, argento nella 4x100m sl e nella 4x200m sl.
Barcellona 2013: oro nella 4x100m sl e 4x100m misti, argento nei 50m dorso e bronzo nei 100m dorso.
Kazan 2015: oro nella 4x100m sl.
- Mondiali in vasca corta

Dubai 2010: bronzo nella 4x200m sl.
Windsor 2016: argento nei 50m dorso e nella 4x100m sl.
- Europei

Budapest 2010: oro nella 4x100m misti, argento nei 100m dorso e bronzo nella 4x200m sl.
Debrecen 2012: oro nella 4x100m sl.
Berlino 2014: oro nella 4x100m sl, argento nei 50m dorso, nei 100m dorso e nella 4x100m misti.
Londra 2016: bronzo nella 4x100m sl mista.
Glasgow 2018: oro nella 4x100m sl mista.
- Europei in vasca corta

Istanbul 2009: oro nella 4x50m sl.
Chartres 2012: oro nei 50m dorso, nei 100m dorso, nella 4x50m misti, nella 4x50m misti mista e nella 4x50m sl e argento nei 200m misti.
Herning 2013: oro nei 50m dorso e nei 100m dorso e argento nei 100m farfalla.
Copenaghen 2017: bronzo nei 50m dorso e nella 4x50m misti mista.
- Giochi del Mediterraneo

Pescara 2009: argento nella 4x200m sl e bronzo nei 50m dorso.

## International Swimming League
| Stagione 2019 |
| ------------- |
| DC Trident    |